# Pegomya carrerai
Pegomya carrerai este o specie de muște din genul Pegomya, familia Anthomyiidae, descrisă de Albuquerque în anul 1959. Conform Catalogue of Life specia Pegomya carrerai nu are subspecii cunoscute.